# Microgaster bambeyi
Microgaster bambeyi är en stekelart som beskrevs av Jean Risbec 1951. Microgaster bambeyi ingår i släktet Microgaster och familjen bracksteklar. Inga underarter finns listade i Catalogue of Life.